# باتريس لافونت
باتريس لافونت (21 أغسطس 1939 - 7 أغسطس 2024)، هو إعلامي شهير ومذيع تلفزيوني وممثل وفنان فرنسي. وقد عُرف خصوصاً بتقديم برامج ألعاب حققت نجاحاً كبيراً على الشاشة الصغيرة بين سبعينيات القرن العشرين وتسعينياته. وهو والد الممثلة أكسيل لافونت وابن الناشر روبير لافونت.

## وفاته
توفي يوم الأربعاء 7 أغسطس 2024 عن 84 عاماً. على ما أعلنت شبكة فرانس تلفزيون التي كان يعمل بها سابقاً. وبحسب إذاعة "فرانس بلو"، التي كانت أول وسيلة إعلام تعلن نبأ وفاته، فقد توفي المذيع إثر نوبة قلبية في منزله في أوبيد بمنطقة لوبيرون في جنوب فرنسا، قبل أسبوعين من الاحتفال بعيد ميلاده الخامس والثمانين.